# Mpg123
mpg123 — вільний консольний MPEG-аудіоплеєр для UNIX-подібних систем та Windows. Плеєр швидко став популярним, тому що асемблерський код оптимізований за SIMD-інструкцією для збільшення продуктивності декодування MPEG на етапі iDCT.

## Історія
Консольна версія програми була створена Майклом Гіппом приблизно у 1994 році як MP2-плеєр, а 1995 року — модернізований до MP3-плеєра. Упродовж наступних років mpg123 удосконалювався й іншими програмістами, переважно це були оптимізовані процедури декодування для різних архітектур процесорів.
Починаючи з версії 0.60, отримала ліцензування LGPL, а до того часу поширювалась за таких умов: «free for private use, ask me when you want to do something commercial». Без вільного ліцензування дистрибутиви Linux відмовлялися від mpg123.
У 2001 році розвиток плеєра призупинився через серйозні проблеми із безпекою та дещо виправлені патчами від сторонніх розробників — Debian (версія 0.59r) і Gentoo (версія 0.59s).
У 2006 році Томас Олівер зв'язався з Гіппом для відновлення mpg123. Після декількох тижнів переговорів утворилася команда, продовжилась робота над виправленням проблем безпеки та випуском нових версій програми. 30 листопада 2011 року вийшла версія 1.0 під ліцензією LGPL 2.1, а бібліотека libmpg123 повністю замінила mpglib.

## Характеристики
Працює на різних UNIX-подібних системах: GNU/Linux, MacOSX, BSDs, Solaris, AIX, HPUX, SGI Irix, OS/2 і Cygwin. Також портований на Windows за допомогою Cygwin і MinGW.
Використовує формати MPEG 1.0/2.0/2.5 layer 1, 2 і 3. Остання версія: 1.31.3, станом на березень 2023.

## Розповсюдження
У 1998 році Майкл Гіпп також створив версію програми для Java під назвою jmpg123, але розробка припинилась на версії 0.1.
mpg123 як основу для декодування MP3 використовують такі програми як XMMS, MPlayer, LAME, Xine, а також плагін для Winamp.